# 3976-os busz
A 3976-os jelzésű autóbuszvonal egy Mezőcsát és Tiszakeszi között közlekedő helyközi járat, amelyet a Volánbusz Zrt. üzemeltet.

## Útvonala
Mezőcsát autóbusz váróteremtől indul. Keleti irányban, Tiszaújváros és a város egykori vasútállomása felé hagyja el a települést. A vonal mindössze a szomszédos Tisza partján fekvő Tiszakeszit szolgálja ki, indulását követően 15 perc és 8,5 kilométer múlva már végállomásozik is a község autóbusz fordulójánál. Egy tanítási napokon, Mezőcsátról induló járat gyorsjáratként közlekedik, az összes többi mind a 8 megállónál megáll, illetve a városban csatlakozást biztosít vagy Tiszaújváros (3965-ös busz), vagy Miskolc (3743-as busz) irányába vagy az imént említett járásközpontokról.
Ellentétes irányban útvonala változatlan.

## Közlekedése
Indításszáma magas, ez az egyetlen vonal, amely kiszolgálja a falut.
| Útvonal                                     | Indításszám       | Közlekedési rend                                            |
| ------------------------------------------- | ----------------- | ----------------------------------------------------------- |
| Mezőcsát, aut. vt. – Tiszakeszi, aut. ford. | 10 oda, 11 vissza | tanítási napokon, minden hónap 2. szerdáját kivéve          |
| Mezőcsát, aut. vt. – Tiszakeszi, aut. ford. | 11 oda, 12 vissza | minden hónap 2. szerdai tanítási napján                     |
| Mezőcsát, aut. vt. – Tiszakeszi, aut. ford. | 8 oda, 9 vissza   | tanszünetben munkanapokon, minden hónap 2. szerdáját kivéve |
| Mezőcsát, aut. vt. – Tiszakeszi, aut. ford. | 9 oda, 10 vissza  | minden hónap 2. szerdai tanszüneti munkanapján              |
| Mezőcsát, aut. vt. – Tiszakeszi, aut. ford. | 8 pár             | szabadnapokon                                               |
| Mezőcsát, aut. vt. – Tiszakeszi, aut. ford. | 7 oda, 8 vissza   | munkaszüneti napokon                                        |

## Megállóhelyei
| – Tanítási napokon 1 indítás nem áll meg a megállóban. |                                         |        |                                                                  |
| 0                                                      | Mezőcsát, autóbusz-váróterem végállomás | 0.0 km | 3741, 3743, 3963, 3964, 3965, 4008, 4009, 4010, 4021, 4028, 4030 |
| 1                                                      | Mezőcsát, vasútállomás bejárati út      | 1.1 km | 3963, 3964, 3965, 4008                                           |
| 2                                                      | Tiszakeszi elágazás                     | 1.6 km | 3963, 3964, 3965, 4008                                           |
| 3                                                      | Keselyűhalom                            | 3.0 km | –                                                                |
| 4                                                      | Tiszakeszi, szőlők                      | 4.4 km | –                                                                |
| 5                                                      | Derzs, telep                            | 5.5 km | –                                                                |
| 6                                                      | Tiszakeszi, Iglói utca                  | 7.5 km | –                                                                |
| 7                                                      | Tiszakeszi, községháza                  | 8.0 km | –                                                                |
| 8                                                      | Tiszakeszi, autóbusz-forduló végállomás | 8.5 km | –                                                                |